# Magyarország és India viszonya
Az indomagyar viszonyok India és Magyarország jelenleg ápolt kapcsolatait jelentik. Az indiai nagykövetség Budapesten, a magyar pedig Újdelhiben található.
Mindkét ország közös tagja a Kereskedelmi Világszervezetnek és az Egyesült Nemzetek Szervezetének.

## Történelmük

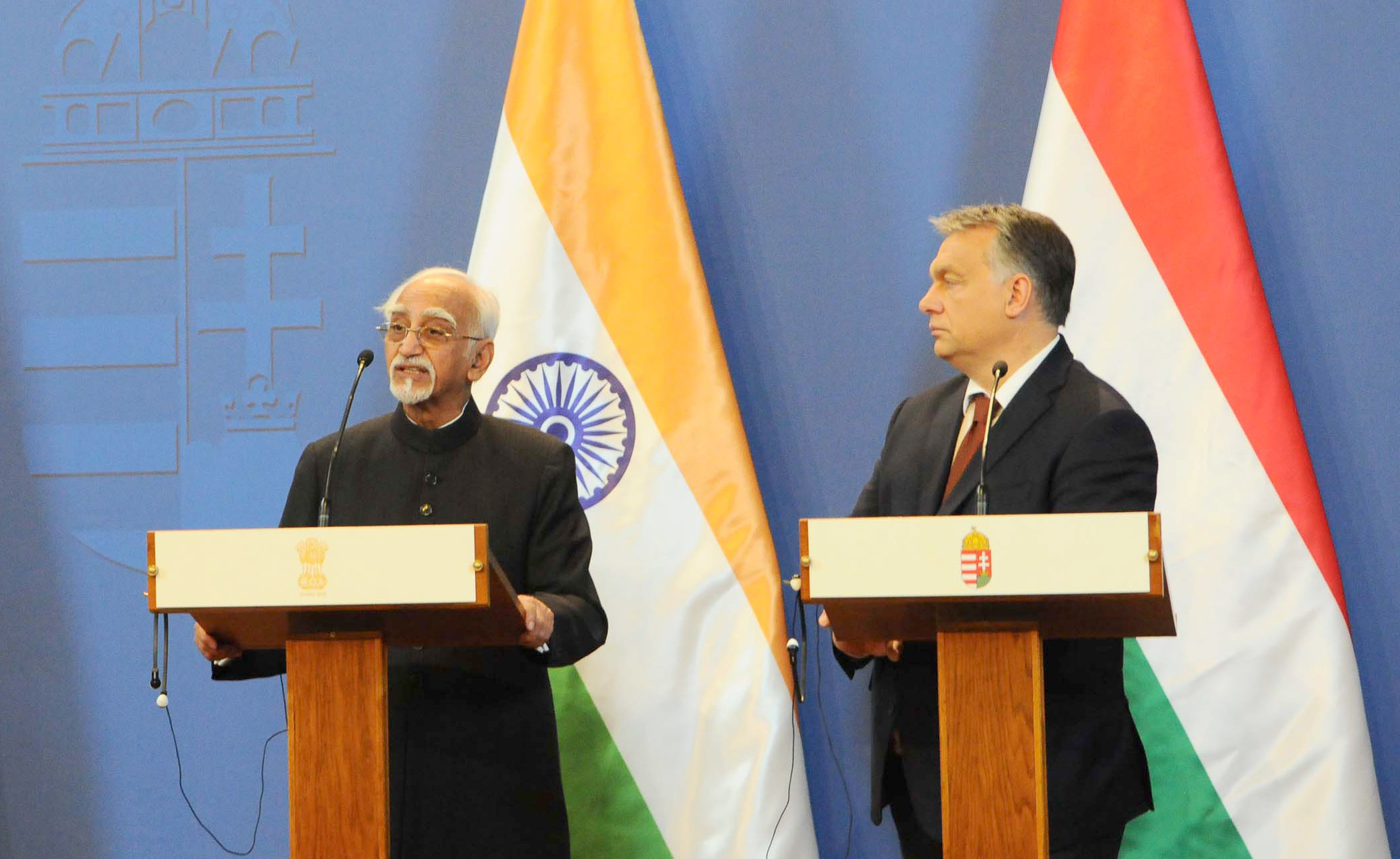
Orbán Viktor miniszterelnök és Mohammad Hamid Ansari, India alelnöke Budapesten 2016-ban

Magyarország és India történelmileg szoros és baráti kapcsolatokat ápolnak a diplomáciai kapcsolatok 1948-as megkötése óta. Indiának az 1956-os magyar forradalomban is volt szerepe, ahol is indiai beavatkozásnak köszönhetően Dr. Göncz Árpád életét mentette az akkori Szovjetunióban. Göncz ezt követően 1990 és 2000 között Magyarország köztársasági elnöki tisztét töltötte be. Rendszeresen történnek látogatások a két oldal között. A 2019–2020-as időszak különösen figyelemre méltó év volt a két ország közötti kapcsolat szempontjából, mivel hat hónapon belül három miniszteri látogatásra is sor került; először Dr. S. Jaishankar külügyminiszter magyarországi látogatása 2019 augusztusában; Másodszor, Gajendra Singh Shekhawat, India Jal Shakti (vízenergia) miniszterének magyarországi látogatása 2019 októberében a Budapesti Víz Világtalálkozón (Budapest Water Summit) való részvétel miatt; a harmadik pedig Szijjártó Péter külgazdasági és külügyminiszter 2020. januári indiai látogatása. Vikas Swarup úr, az Indiai Külügyminisztérium nyugati államtitkára 2021 januárjában Magyarországra látogatott a külügyi konzultáció 10. fordulóján.
A Fidesz kormánya 2019-ben támogatását fejezte ki Indiának a Kasmírral és az állampolgársági törvény módosításával kapcsolatos tiltakozással kapcsolatban.

## Gazdaság
A magyar export egyelőre a csúcstechnológiára, az ipari termékekre, az autókra, a telekommunikációra és az informatikára van fókuszálva, de Orbán kormánya a mezőgazdasági és élelmiszeripari termékek és szolgáltatások exportjának fejlesztésére is törekszik. Indiai cégek 2 milliárd dollárt fektettek be Magyarországon, de ennek a számnak a növelésére van bőven lehetőség. Számos területen van jelen együttműködés a két ország között, beleértve a kutatás-fejlesztési kooperációt, az egészségügyet, az autóipari alkatrészek, a szerszám- illetve mezőgazdasági gépek, illetve a nem hagyományos energia- és elektromos berendezések gyártását, az elektronikát, az információtechnológiát, a gyógyszeripari felsőoktatást, a szórakoztatóipart, stb. Az indiai befektetések Magyarországon közel 2 milliárd dollárt tesznek ki, és az indiai eredetű cégek körülbelül 10 000 embernek adnak munkát az országban.
| Év                  | Indiai export | Indiai import | Teljes kereskedelem |
|                     | (millió USD)  | (millió USD)  | (millió USD)        |
| 2015                | 364,9         | 213.4         | 578.3               |
| 2016                | 382,0         | 186.1         | 568.1               |
| 2017                | 437.3         | 229,0         | 666.2               |
| 2018                | 459.2         | 277,5         | 736.7               |
| 2019                | 489,6         | 254,5         | 744.1               |
| 2020. január-július | 260,9         | 137.4         | 398,4               |

## Kulturális kapcsolatok

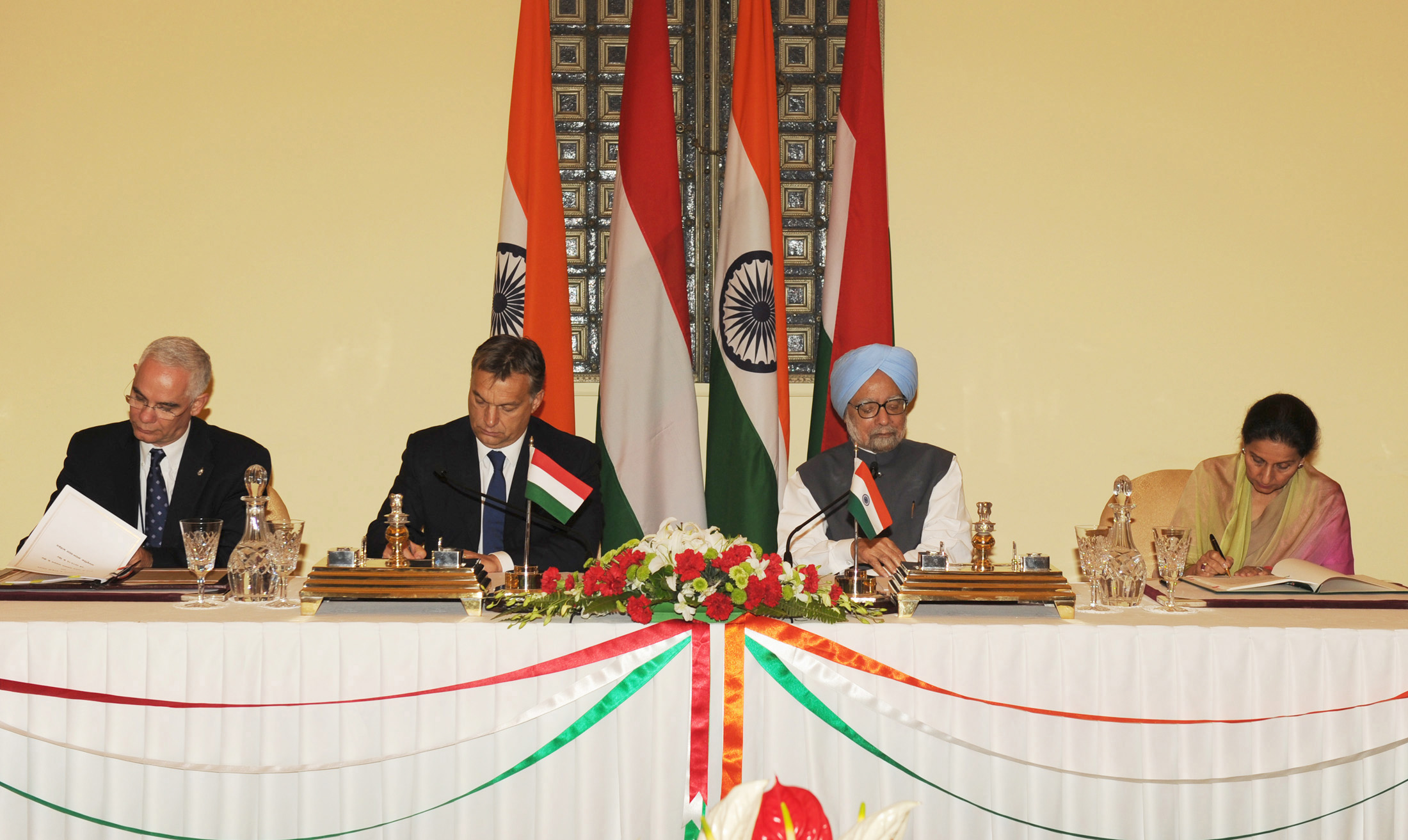
Kulturális Csereprogram aláírása Magyarország és India között Újdelhiben 2013-ban

Magyarországon jelentősen elterjedtek az indiai kultúrával kapcsolatos táncok, az indiai zene, a jóga és a meditáció gyakorlása. Jelenleg, több mint 200 jóga- és meditációközpont illetve 6 indiai tánc- és zeneiskola található Magyarországon. 
Manmohan Singh miniszterelnök beszédében kijelentette, hogy a két ország kapcsolata az évek során "egyenletes pályán" haladt, és mindkét ország kapcsolatot ad egymásnak Európával és Ázsiával. Az Indiai Nagykövetség által készült, az indomagyar kapcsolatok bemutatására készített interjú alapú videósorozatot Kövér László indította meg, az Országgyűlés elnöke és Kumar Tuhin India nagykövete 2020. november 18-án, az India és Magyarország közötti diplomáciai kapcsolatok felvételének napján.
Orbán Viktor 2025 kora januárjában látogatást tett az indiai Kerala államba családjával. Orbán a Blikk nevű bulvár napilappal tett interjújában kijelentette, hogy az egyik ok az ottlétének a jövő, pontosabban az, hogy "India gazdasága robbanásszerű fejlődés előtt áll." Orbán Krishna Kumarral (egy Magyarországon lévő hagyományos indiai gyógyászattal foglalkozó intézet vezetőjével) találkozott, kulturális szempontból érdekes látványosságok után érdeklődve.

## Nagykövetségek és konzulátusok
Magyar nagykövetségek és konzulátusok Indiában
- Nagykövetség[11] (1): Újdelhi
- Tiszteletbeli konzulátus (2): Chennai, Kolkata
- Főkonzulátus[12] (3): Mumbai, Dr. Révai-Bere Norbert főkonzul hozta létre és vezeti 2014 óta

India nagykövetségek Magyarországon
- Nagykövetség[13] (1): Indiai Nagykövetség, Budapest

## Fordítás
Ez a szócikk részben vagy egészben  a   Hungary–India relations című angol Wikipédia-szócikk ezen változatának fordításán alapul.  Az eredeti cikk szerkesztőit annak laptörténete sorolja fel. Ez a jelzés csupán a megfogalmazás eredetét és a szerzői jogokat jelzi, nem szolgál a cikkben szereplő információk forrásmegjelöléseként.